# Балтийски щит
Балтийският щит (понякога наричан и Феноскандинавски щит) се намира във Феноскандия (Норвегия, Швеция и Финландия), северна Русия и под Балтийско море. Представлява дефиниран и изложен сегмент от източноевропейската платформа, формиран от прекамбрийски скали. Състава на балтийския щит е от гнайс и гранитни скали, образували се геоложки през архай или протерозой в резултат на тектонска активност. Балтийския щит се характеризира с най-старите скали на Европейския континент. Дебелината на балтийския щит е около 200 до 300 km. По време на плейстоцена, огромни маси от лед са били разположени на повърхността на щита, което е причина за наличието на множеството глетчери и глациални езера. Балтийския щит все още е в процес на дооформяне.